# Web Application Description Language
Le WADL est un langage informatique basé sur XML qui permet de décrire des API HTTP. Son but premier est ainsi de permettre de décrire les services proposés par une application sur internet. 
Cette spécification est concurrent au WSDL 2.0, laquelle permet la description de web services SOAP. De plus, WADL est encore[Quand ?] très mal supporté par l'ensemble des frameworks existants ce qui limite son utilisation.[réf. souhaitée]
Le W3C contribue à sa spécification, avec une proposition de norme en 2009.